# David Thompson (explorateur)
Pour les articles homonymes, voir Thompson et David Thompson.
David Thompson, né le 30 avril 1770 à Westminster en Angleterre (Royaume de Grande-Bretagne) et mort le 10 février 1857 à Longueuil au Canada-Est (Canada-Uni), est un commerçant de fourrure, cartographe et explorateur canadien-anglais.
Au cours de sa carrière, il a cartographié plus de 3,9 millions de kilomètres carrés de l'Amérique du Nord.

## Biographie
Issu d'une famille d'émigrants gallois, il fait des études de mathématiques puis entre dans la Compagnie de la Baie d'Hudson en 1784. Il occupe ainsi de 1784 à 1787 divers postes administratifs dans la York Factory. Sous la conduite de Philip Turnor, il approfondit sa connaissance des mathématiques et de l'astronomie (1790-1791) et, après avoir reçu de la Compagnie un matériel de géomètre, effectue en parallèle de la vente de fourrures un relevé de la route entre York Factory et le lac Athabasca.
Devenu officiellement arpenteur (1794), il quitte la Compagnie de la Baie d'Hudson en 1794 et entre au service de son concurrent, la Compagnie du Nord-Ouest. Il poursuit alors ses travaux topographiques et reconnaît toute la frontière anglo-américaine, long de 6 750 km.
En 1806, il est chargé d'une mission pour découvrir une route vers l'océan Pacifique. Pendant celle-ci, il explore le cours et le bassin du fleuve Columbia. Il y revient en 1810 puis 1811 et revient à Montréal en 1812. La carte qu'il dresse alors comprend toute la zone entre le lac Supérieur et le Pacifique.
Il arpente encore en 1815 toute la région du Québec et termine sa carrière en 1826. Il finit sa vie pauvre et pratiquement aveugle.